# 미나미노카미촌
미나미노카미촌(南野上村)은 와카야마현 가이소군에 있던 촌이다. 현재의 가이난시 남쪽끝, 국도 제424호선의 연선에 해당한다.

## 역사
- 1889년 4월 1일 - 정촌제 시행에 의해 8개촌의 구역을 가지고 성립하였다.
- 1896년 4월 1일 - 아마군, 나구사군과 합병해 가이소군이 되었다.
- 1955년 4월 10일 - 가이난시에 편입해, 동일 미나미노카미촌은 폐지되었다.

## 참고문헌
- 角川日本地名大辞典 30 和歌山県